# La rosa di Alessandria
La rosa di Alessandria è la settima indagine dell'investigatore privato Pepe Carvalho, celebre personaggio creato dalla penna di Manuel Vázquez Montalbán.

## Trama
Pepe Carvalho è coinvolto da Charo la prostituta sua "fidanzata" alla soluzione del raccapricciante omicidio di una donna.
La vittima si chiamava Encarna, lontana parente di Charo, e dopo una gioventù di povertà aveva raggiunto la ricchezza grazie ad un buon matrimonio. Tra gli splendidi paesaggi andalusi Pepe scopre che Encarna aveva incontrato una sua vecchia fiamma (un marinaio) e le indagini iniziano a chiarire i primi insospettabili risvolti di una vicenda più grande di quello che si potesse sospettare. 